# Vikingeblod
Vikingeblod è un cortometraggio muto del 1907 diretto da Viggo Larsen.

## Produzione
Il film fu prodotto dalla Nordisk Film Kompagni.

## Distribuzione
Distribuito dalla Nordisk Film Kompagni, uscì nelle sale cinematografiche danesi proiettato il 6 settembre 1907 al cinema Kinografen di Copenaghen.